# Serrat de les Vaques
El Serrat de les Vaques és una muntanya de 958 metres que es troba al municipi de la Quar, a la comarca catalana del Berguedà.